# Nidaliidae
Nidaliidae  Gray, 1869 è una famiglia di octocoralli dell'ordine Alcyonacea.

## Descrizione
La famiglia Nidaliidae è formata da specie coloniali. Al suo interno ci sono sia generi con forma non ramificate (ad esempio Nidalia, Agaricoides e  Orlikia) con corpo cilindrico, sia con forma ramificata e arborescenti (ad esempio Siphonogorgia, Nephthyigorgia e Chironephthya). I rami sono cilindrici e rigidi. Superficie dei rami ruvida con grandi fusi allineati longitudinalmente e altri robusti scleritici. Gli antocodi di solito si ritraggono in calici spinosi o in disposizioni simili a palizzate di scleriti derivate dal cenenchima.
Distribuzione cosmopolita dalla zona intertidale al mare profondo.

## Tassonomia
Uno studio sui coralli molli delle coste sudafricane pubblicato nel 2017 ha portato ad una parziale revisione della tassonomia del Sottordine di Octocoralli Alcyoniina. Sulla base di tale studio, fra le varie modifiche, è stato stabilito che il genere Pieterfaurea, precedentemente assegnato alle Nidaliidae, venga spostato in una nuova famiglia chiamata Acrophytidae.
Lo studio è stato recepito dal World Register of Marine Species (WORMS) e pertanto la nuova famiglia risulta composta dai seguenti generi:
- Agaricoides Simpson, 1905
- Chironephthya Studer, 1887
- Nephthyigorgia Kükenthal, 1910
- Nidalia Gray, 1835
- Nidaliopsis Kükenthal, 1906
- Orlikia Malyutin, 1993
- Siphonogorgia Kölliker, 1874
- Stereacanthia  Thomson & Henderson, 1906